# Gare du Pénity
La gare du Pénity est une gare ferroviaire française de la ligne de Guingamp à Carhaix, située sur la commune de Duault, dans le département des Côtes-d'Armor en région Bretagne.
C'est aujourd'hui une halte ferroviaire de la Société nationale des chemins de fer français (SNCF), desservie par des trains TER Bretagne circulant entre Guingamp et Carhaix. La ligne présente la particularité d'être exploitée en affermage par la société des Chemins de fer et transport automobile (CFTA), qui permet l'arrêt à la demande pour les haltes de la ligne.

## Situation ferroviaire
Établie à 108 m d'altitude, la gare du Pénity est située au point kilométrique (PK) 545,04 de la ligne de Guingamp à Carhaix entre les gares de Callac et Carnoët - Locarn.

## Histoire
Le Pénity est une station du Réseau breton, mise en service le 24 septembre 1893 avec l'ensemble de la ligne de Carhaix à Guingamp. La voie est alors à écartement métrique et la compagnie des chemins de fer de l'Ouest, concessionnaire de la ligne, en a confié l'exploitation en affermage à la Société générale des chemins de fer économiques.

## Fréquentation
De 2015 à 2023, selon les estimations de la SNCF, la fréquentation annuelle de la gare s'élève aux nombres indiqués dans le tableau ci-dessous.
| Année     | 2015  | 2016  | 2017  | 2018  | 2019  | 2020  | 2021  | 2022  | 2023  |
| --------- | ----- | ----- | ----- | ----- | ----- | ----- | ----- | ----- | ----- |
| Voyageurs | 2 809 | 2 742 | 3 028 | 3 098 | 2 752 | 3 235 | 4 820 | 6 674 | 8 735 |

## Service voyageurs

### Accueil
Halte SNCF c'est un point d'arrêt non géré (PANG) à entrée libre. Elle est équipée d'un quai avec abri.

### Desserte
Le Pénity est desservie par des trains TER Bretagne circulant entre Guingamp et Carhaix.